# Боловани (Дамбовица)
Боловани (рум. Bolovani) насеље је у Румунији у округу Дамбовица у општини Корнацелу. Oпштина се налази на надморској висини од 168 m.

## Становништво
Према подацима из 2002. године у насељу је живело 828 становника, од којих су сви румунске националности.